# Maryna Skołota
Maryna Wiktoriwna Skołota, ukr. Марина Вікторівна Сколота (ur. 5 listopada 1963 w Kraju Krasnojarskim) – ukraińska biathlonistka, olimpijka (1994).
W lutym 1994 roku wystąpiła w dwóch konkurencjach biathlonowych podczas igrzysk olimpijskich w Lillehammer. W sprincie na 7,5 km zajęła 33. miejsce, a w rywalizacji sztafet 4 × 7,5 km była piąta, wspólnie z Wałentyną Cerbe, Ołeną Petrową i Ołeną Ogurcewą.
W 1995 roku zajęła piąte miejsce w biegu indywidualnym na 15 km podczas mistrzostw Europy w Le Grand-Bornand. W 1997 roku była dwukrotnie dwunasta (w sprincie i biegu pościgowym) na mistrzostwach świata w Osrblie.
Startowała także w biegach biathlonowych zaliczanych do Pucharu Świata. Jej najlepszym rezultatem w zawodach tej rangi było szóste miejsce w sprincie w Antholz w sezonie 1993/1994.